# Nordfriesische Inseln

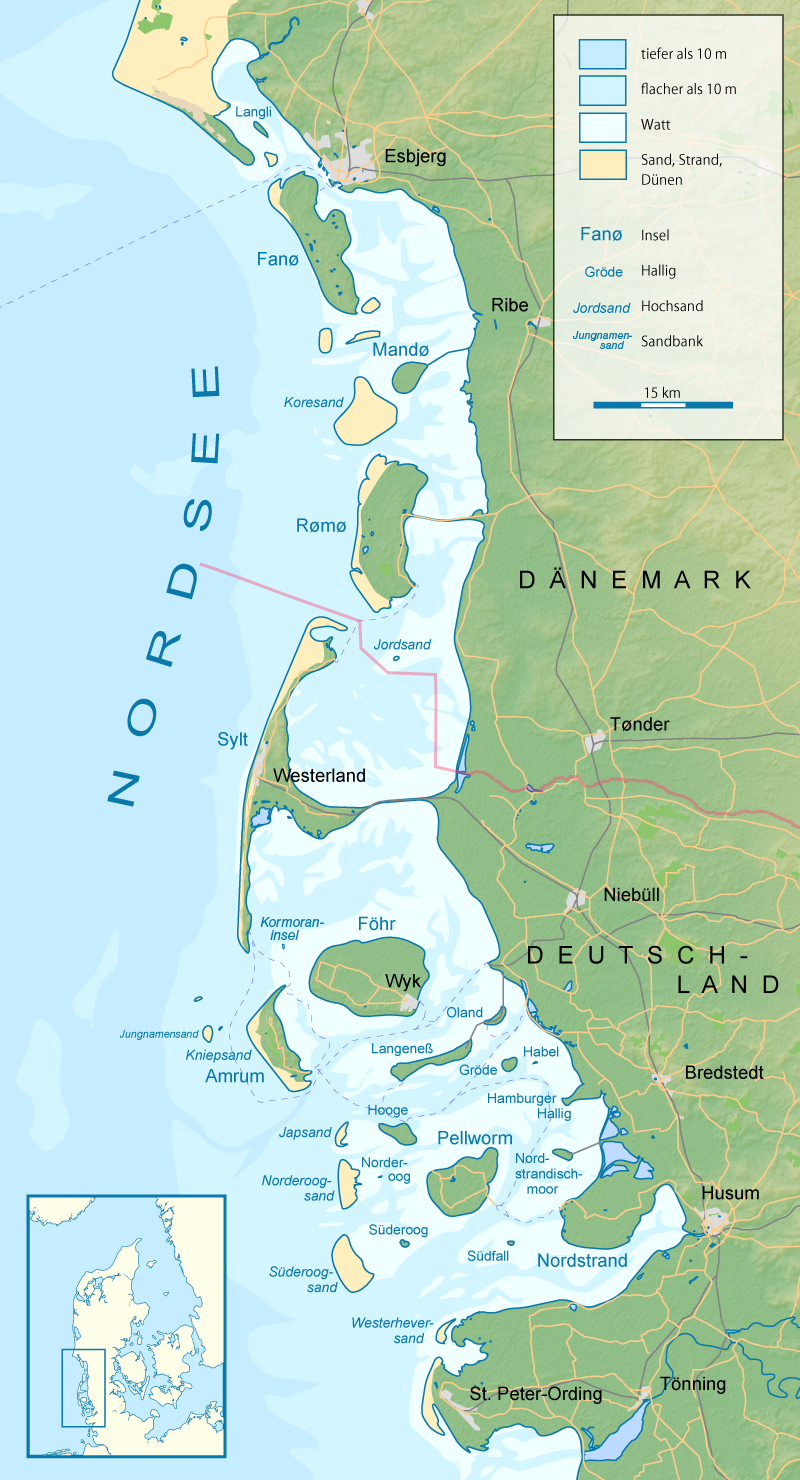
Die Nordfriesische Inselkette im nordfriesischen und dänischen Wattenmeer

Die Nordfriesischen Inseln liegen vor der Westküste Schleswig-Holsteins im nordfriesischen Wattenmeer, einem Teil der Nordsee. Sie sind vom Nationalpark Schleswig-Holsteinisches Wattenmeer umgeben, selbst jedoch nicht Bestandteil des Schutzgebietes. Neben den größeren Inseln Sylt, Föhr, Amrum, Pellworm und Nordstrand gibt es kleinere sogenannte Halligen, die in der Regel nicht mit Deichen vor Hochwasser geschützt sind und deren Bebauung auf Warften steht. Sie alle gehören zum Kreis Nordfriesland.
Zum Teil werden auch die dänischen Wattenmeerinseln zu den Nordfriesischen Inseln gerechnet. Diese liegen vor der Westküste Jütlands und gehören zur dänischen Region Süddänemark. Anders als die deutschen wurden die dänischen Inseln nicht von Friesen besiedelt. Der Begriff Nordfriesische Inseln ist also in erster Linie ein geographischer.

## Verkehr

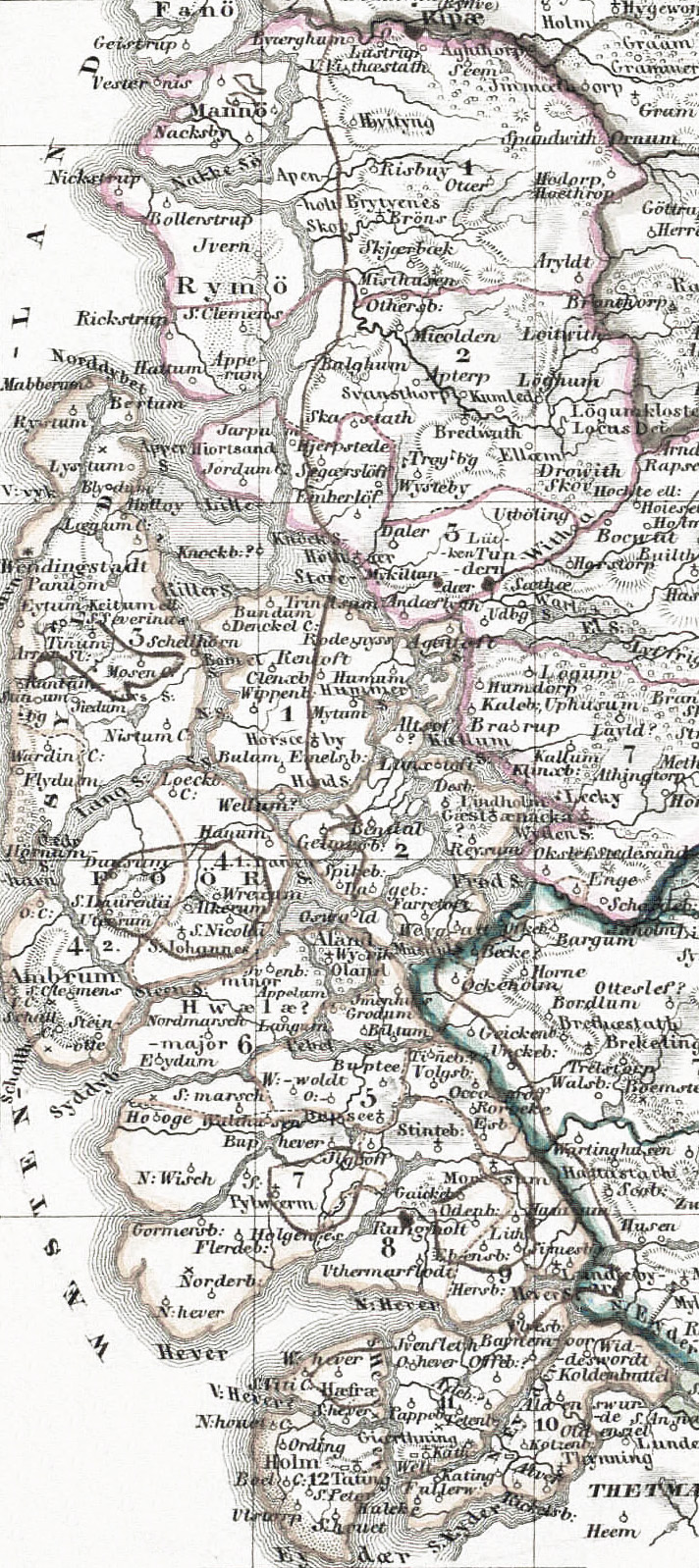
Rekonstruktion der Küste Nordfrieslands im 13. Jahrhundert auf einer Karte von 1850

Autofähren der Wyker Dampfschiffs-Reederei Föhr-Amrum GmbH verbinden den Hafen Dagebüll auf dem Festland mit den Inseln Föhr (Hafen Wyk) und Amrum (Hafen Wittdün) sowie den festländischen Hafen Schlüttsiel mit den Halligen Hooge und Langeneß und der Insel Amrum. Die Halligen Oland, Langeneß, Gröde und Hooge werden von Schlüttsiel aus unregelmäßig mit einem Versorgungsschiff angelaufen, das auch Touristen nutzen können. Autofähren der Neuen Pellwormer Dampfschiffahrtsgesellschaft bedienen die Verbindung vom Hafen Strucklahnungshörn auf der Halbinsel Nordstrand zur Insel Pellworm. Ein Schnellboot verbindet die Orte Strucklahnungshörn auf Nordstrand mit Hallig Hooge, Wittdün auf Amrum und Hörnum auf Sylt.
Nordstrand ist durch den 1987 fertiggestellten Beltringharder Koog zur Halbinsel geworden und war vorher durch einen Damm mit Autostraße erreichbar.
Die dänische Insel Rømø ist durch den Rømødæmningen (dt.: Röm-Damm) mit einer Autostraße mit dem Festland verbunden, die Insel Sylt hat über den Hindenburgdamm eine Bahnverbindung zum Festland. Sylt ist über eine Schiffsverbindung zwischen List und der dänischen Insel Rømø auch per Autofähre zu erreichen.
Die Halligen Oland und Langeneß erreicht man mit einer Lorenbahn von Dagebüll.
Die Hallig Nordstrandischmoor hat eine Lorenbahnverbindung zum Beltringharder Koog.
Bei Niedrigwasser liegt das Watt zwischen einigen Inseln, Halligen und dem Festland frei. So fällt zwischen Amrum und Föhr ein 8 km langer Wattenweg frei, der jedoch abhängig von Witterung und Tide nicht jeden Tag begehbar ist. An vielen Orten werden geführte Wattwanderungen angeboten.

## Entstehung
Das Gebiet des nordfriesischen Wattenmeeres ist in den vergangenen Jahrhunderten großen und stetigen Veränderungen unterworfen gewesen. Da erste Karten erst für das 17. Jahrhundert existieren, ist man für die Zeit davor auf Rekonstruktionen angewiesen. Die heutigen Inseln und Halligen sind im Verlauf der Jahrhunderte aus größeren zusammenhängenden Landmassen entstanden, die durch Sturmfluten zerrissen wurden. So gehörten zum Beispiel die heutige Halbinsel Nordstrand und die Insel Pellworm in früherer Zeit zu einer großen Insel oder besser Landmasse der damals zerklüfteten und von Prielen durchzogenen Küstenlandschaft, die den Namen Strand trug und deren größter Ort Rungholt war. Strand wurde am 16. Januar 1362 in der zweiten Marcellusflut (Grote Mandränke) zu einem großen Teil zerstört. Während der Burchardiflut 1634 zerbrach die verbliebene Insel, das alte Nordstrand, dann in die Inseln Nordstrand und Pellworm und die Hallig Nordstrandischmoor.

## Geschichte
Nach der friesischen und dänischen Besiedlung der Inseln im 8. Jahrhundert bildeten die friesisch besiedelten Harden (zwischen Eiderstedt und Sylt) zusammen die Uthlande. Die Nordfriesen in den Uthlanden unterstanden als Königsfriesen direkt dem dänischen König. Erst später kamen die Uthlande mit Ausnahme kleinerer königlicher Enklaven zum Herzogtum Schleswig, welches als Lehen zu Dänemark gehörte. Zur Zeit der Landesteilungen in der Frühen Neuzeit waren große Teile der Inseln den gottorfschen Anteilen unterworfen, andere den königlichen Anteilen oder den schon genannten königlichen Enklaven. So gehörte der Süden Rømøs als königliche Enklave unmittelbar zum Königreich, während der Norden Rømøs den königlichen Anteilen des Herzogtums gehörte. Nach den deutsch-dänischen Kriegen wurden die Inseln von Nordstrand bis Rømø 1866 preußisch. Nach der Volksabstimmung 1920 wurde die jetzige Grenze zwischen den Inseln Sylt und Rømø festgesetzt.
Einen Überblick über das Leben, den Alltag, die Sprache, Trachten und Bräuche der Inselfriesen gewährt das Carl-Haeberlin-Friesenmuseum in Wyk auf Föhr.

## Die Inseln im Überblick

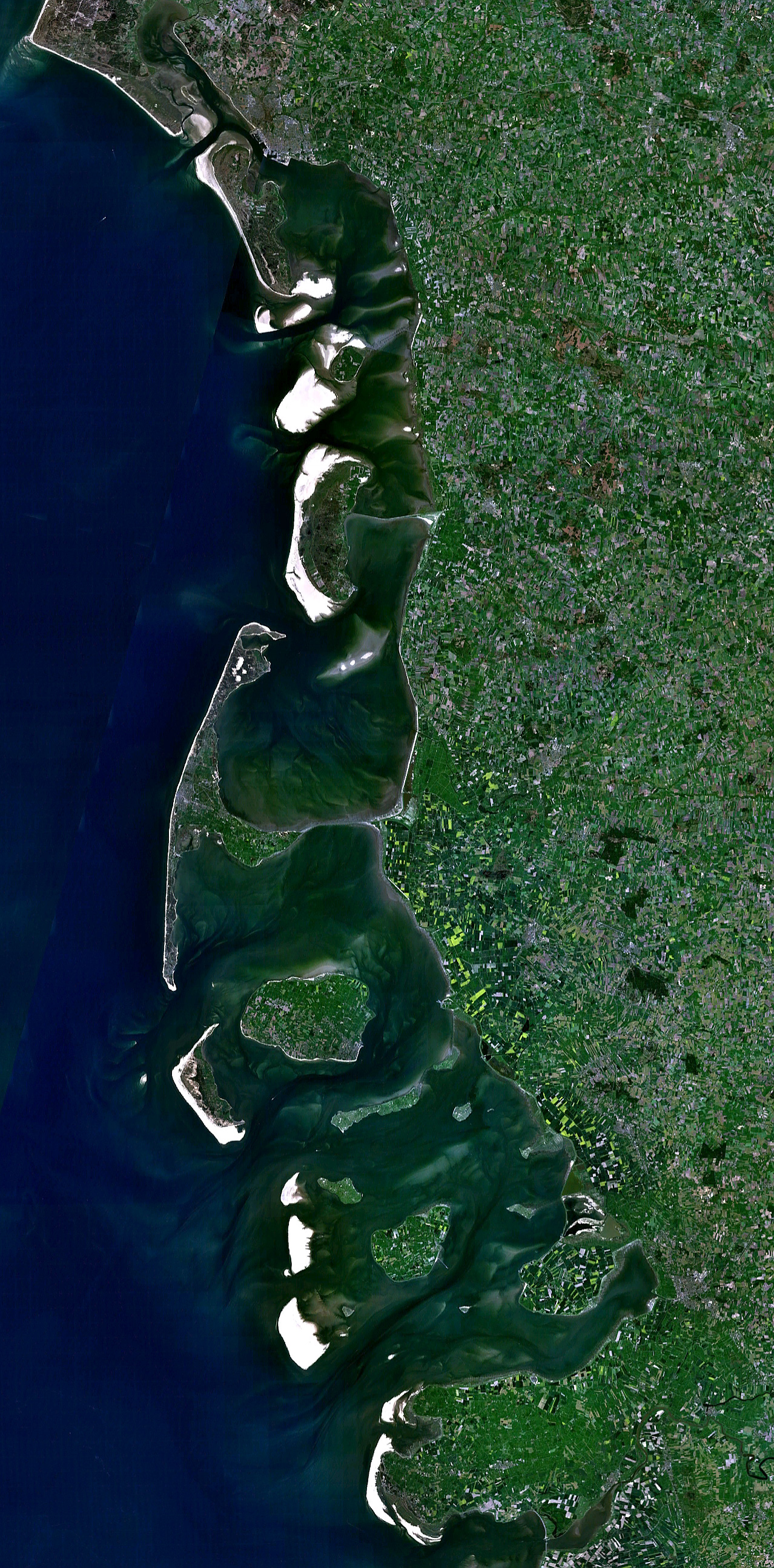
Satellitenaufnahme

Zu den nordfriesischen Inseln gehören (von Nord nach Süd):
- Dänische Inseln und Halligen
  - Langli (Hallig)
  - Fanø (Fährverbindung von Esbjerg)
  - Mandø (frühere Hallig, seit 1937 eingedeicht, Wattenweg nur bei Ebbe passierbar)
  - Koresand (keine Insel oder Hallig, sondern ein Hochsand)
  - Rømø (Damm mit Straßenverbindung zum Festland; Fährverbindung nach Sylt)
  - Jordsand (frühere Hallig, 1999 untergegangen)
- Deutsche Inseln
  - Sylt (der Hindenburgdamm bietet eine Bahnverbindung zum Festland)
    - Uthörn (kleine Nebeninsel von Sylt)

  - Föhr
  - Amrum
  - Pellworm
  - Nordstrand ist seit 1987 eine Halbinsel, wird jedoch oft noch den nordfriesischen Inseln zugerechnet
- Deutsche Halligen
  - Oland (Lorenbahnverbindung zum Festland und nach Langeneß)
  - Langeneß (Lorenbahnverbindung nach Oland)
  - Gröde
  - Habel
  - Hamburger Hallig (Damm mit Straßenverbindung zum Festland, Landanbindung durch Köge)
  - Hooge
  - Nordstrandischmoor (Lorenbahnverbindung zum Festland)
  - Norderoog
  - Süderoog
  - Südfall
- Nordfriesische Außensände (ohne Koresand, siehe oben)
  - Japsand
  - Norderoogsand (hat sich zur Insel entwickelt)
  - Süderoogsand
  - Kniepsand
  - Jungnamensand